# Venterstad
Venterstad este un oraș din Provincia Eastern Cape, Africa de Sud.